# Razliv
Razliv (bulgariska: Разлив) är ett distrikt i Bulgarien.   Det ligger i kommunen obsjtina Pravets och regionen Sofijska oblast, i den västra delen av landet, 50 km nordost om huvudstaden Sofia.
I omgivningarna runt Razliv växer i huvudsak lövfällande lövskog. Runt Razliv är det ganska tätbefolkat, med 72 invånare per kvadratkilometer.